# Lúcio Tâmpio Flaviano
Lúcio Tâmpio Flaviano (em latim: Lucius Tampius Flavianus) foi um senador romano nomeado cônsul sufecto duas vezes, a primeira em data desconhecida com Públio Fábio Firmano e a segunda para o nundínio de março a abril (ou maio a junho) de 76 com Marco Pompeu Silvano Estabério Flaviano.

## Carreira
Sua carreira anterior ao ano de seu primeiro consulado é desconhecida. Uma inscrição encontrada em Fondi relata que, depois do consulado, ele foi procônsul de uma província não nomeada, e governador da Panônia. Plínio, o Velho, relata que a província seria a África. Quanto à data dos mandatos, Ronald Syme tentou demostrar que seria entre 70 e 71, mas R.D. Milns afirma que "a maioria dos estudiosos concorda que uma data na época de Nero [ie, antes de 68] é mais provável".
A partir do relato do ano dos quatro imperadores fica claro que ele era o governador da Panônia em 69 e, provavelmente, no ano anterior também: tanto Tácito quando a inscrição em Fondi mencionam que Flaviano conquistou uma vitória militar, provavelmente além do Reno, pela qual ele posteriormente recebeu a ornamenta triumphalia.
Seus atos no caótico ano de 69 formam o período mais conhecido de sua vida. Tácito o descreve como "rico e avançado nos anos" e sob a influência do procurador provincial Cornélio Fusco, o que implica que Flaviano era pouco qualificado para ser governador de uma província, uma acusação curiosa considerando a vitória além do Reno conquistada no ano anterior. Seja como for, Flaviano foi chamado a Roma no começo do ano, como atestam os relatos dos irmãos arvais indicando que ele foi admitido entre eles em 26 de fevereiro. Milns sugere que a admissão foi resultado da influência de Otão, pois "Otão precisava de todos os amigos que conseguisse obter", embora ele próprio admita que o colégio dos irmãos arvais já não era mais considerado um dos mais prestigiosos de Roma. Ao retornar à Panônia, Flaviano encontrou seus soldados desconfiados dele, em parte por sua viagem a Roma e em parte por sua cautela ao escolher um dos lados na guerra civil. Mais adiante, quando as legiões da Panônia se declararam por Vespasiano e marcharam para lutar contra as legiões de Vitélio. Logo depois de alcançarem o norte da Itália e acamparem perto da cidade de Verona, os soldados se voltaram contra Flaviano e tentaram assassiná-lo. Primeiro Marco Apônio Saturnino tentou salvá-lo, mas fracassou, o que obrigou o general Marco Antônio Primo a intervir. Quando discursos se mostraram insuficientes para acalmar a tropa, Antônio tentou uma farsa e ordenou que Flaviano fosse acorrentado e preso. Porém, os soldados perceberam e tentaram capturar a tribuno a partir de onde Antônio Primo estava falando. Furioso, o general sacou sua espada e se colocou à frente dos homens anunciando que seria necessário matá-lo também se quisessem matar Flaviano. A partir daí o motim arrefeceu e, durante a noite, Flaviano conseguiu fugir do acampamento. Segundo Tácito, já durante a sua fuga Flaviano recebeu uma mensagem com as ordens para removê-lo do comando das legiões.
Embora Flaviano tenha se afastado da política pelo resto do ano, ele foi tratado com honra por Vespasiano, que o recompensou com a ornamenta triumphalia por sua campanha na Panônia. Além disto, Flaviano foi nomeado superintendente dos aquedutos (curator aquarum) entre 73 e 74 e cônsul sufecto em 76. 
Depois disto nada mais se sabe sobre ele.